# كارين بيرغ
كارين بيرغ (بالدنماركية: Karen Berg)‏ هي ممثلة دنماركية، ولدت في 28 مايو 1906 في كوبنهاغن في الدنمارك، وتوفيت في 15 نوفمبر 1995 في Charlottenlund ‏ في الدنمارك.

## وصلات خارجية
- كارين بيرغ على موقع IMDb (الإنجليزية)
- كارين بيرغ على موقع ميوزك برينز (الإنجليزية)
- كارين بيرغ على موقع قاعدة بيانات الأفلام السويدية (السويدية)
- كارين بيرغ على موقع قاعدة بيانات الفيلم (الإنجليزية)
- كارين بيرغ على موقع كينوبويسك (الروسية)